# Coldoré
Julien de Fontenay dit Coldoré (vers 1540-1610) est un graveur français en pierres fines qui jouit d'une grande vogue au début du XVIe siècle. 
Valet de chambre, Julien de Fontenay, nommé par lettres patentes du 22 décembre 1608, fut honoré de la faveur de Henri IV, dont il grava, notamment sur un camée ovale en calcédoine et sur une émeraude en intaille, plusieurs fois le portrait avec une admirable perfection et fut appelé en Angleterre pour faire celui de la reine Élisabeth. En tant qu'artiste il était logé dans la galerie du Louvre.
Il semble que son surnom provienne du fait qu'il ait été l'élève du graveur Olivier Codoré ou Coldoré.

## Conservation
Le camée ovale et l'émeraude en intaille sont au Cabinet des médailles de la BnF.